# Французско-ивуарский конфликт
Французско-ивуарский конфликт — серия столкновений между Кот-д’Ивуаром и Францией в ноябре 2004 года. События начались с инцидента в Буаке, когда два штурмовых самолёта со смешанными белорусско-ивуарийскими экипажами атаковали позиции французских военных. В военно-политическом плане конфликт развития не получил. Главными последствиями стали введение Совбезом ООН эмбарго на поставки вооружений и военную помощь Кот-д’Ивуару, некоторое ухудшение французско-ивуарских отношений и возбуждение уголовного дела в отношении четырёх лиц: Юрия Сушкина, Бориса Смахина, Патриса Уэя и Анжа Гнандуета. Позже Смахин был исключён из числа обвиняемых, а остальные фигуранты заочно приговорены к пожизненному заключению.
Министерство иностранных дел Республики Беларусь официально отрицает участие в этих событиях не только военнослужащих, но и белорусских граждан вообще.

## Обстановка
В 2002 году в Кот-д’Ивуаре вспыхнула гражданская война между правительством Лорана Гбагбо и группировкой «Новая сила». Фактической столицей повстанческой коалиции стал город Буаке. Он имел выгодное стратегическое положение — населённый пункт связан железной дорогой с Буркина-Фасо и автомобильными дорогами с городами Абиджан и Ямусукро, а также соседними государствами Мали, Гана и тем же Буркина-Фасо.
Конфликт носил вялотекущий характер, в результате чего страна была разделена на две части, с повстанцами на севере и правительственными войсками на юге. В то время в Кот-д’Ивуаре были развернуты миротворческие силы ООН, а также французские войска, которым было поручено защитить иностранных граждан и помочь урегулировать конфликт. Иностранные силы расположились прямо вдоль линии фронта, что предотвращало прямые вооружённые столкновения между двумя сторонами. Был предпринят ряд шагов в направлении мирного воссоединения, в частности начат процесс по разоружению оппозиции, но 13 октября 2004 года руководство «Новой силы» объявило о выходе из этой инициативы, поскольку недалеко от демаркационной линии повстанцы перехватили два грузовика с оружием, предназначенных для ивуарийской армии. 28 октября на контролируемых мятежниками северных территориях было объявлено чрезвычайное положение. 4 ноября президент Гбагбо отдал распоряжение нанести серию ударов по повстанцам.
В тот же день авиация осуществила первый удар по позициям противника. Удары были нанесены по складам боеприпасов и укрытиям лидеров повстанцев. В результате воздушных атак пострадало и мирное население.

## Ход событий

### Буаке
Утром 6 ноября над лагерем французских частей под Буаке появился правительственный БПЛА Aeronautics Aerostar. Выполнив воздушную разведку, он вернулся в пункт дислокации. Французам это показалось странным, так как от лагеря до ближайшей позиции повстанцев было около полутора километров.
В 13:20 два самолёта Су-25 ВВС Кот-д’Ивуара (бортовые номера «20» и «21») нанесли удар по позициям французского миротворческого контингента в Буаке. Штурмовики сделали два захода, сбросив не менее 18 авиабомб ФАБ-250, две из которых не взорвались, а во время третьего один из них открыл огонь НУРСами С-5. В ходе воздушной атаки 10 человек погибли и 38 получили ранения. Среди погибших девять французских военных (Тьерри Боре, Филипп Капдевиль, Фрэнсис Делан, Бенедикт Марзаис, Лоран де Рамбуре, Пателиас Фалевалу, Франк Дюваль, Эммануэль Тилай и Давид Декюпер) и один американский рабочий (агроном Роберт Дж. Карски). Также уничтожены два грузовика и несколько контейнеров с пропитанием.

### Ямусукро
После самолёты вернулись в аэропорт в Ямусукро для дозаправки и пополнения боезарядов. Президент Франции Жак Ширак, узнав об инциденте, приказал уничтожить технику противника на аэродроме. Пока ремонтники обслуживали штурмовики, отряд морских пехотинцев под командованием лейтенанта Фрэнка Бэллэми расположился примерно в 650 метрах от цели и приготовился к атаке. Дождавшись, пока техники отойдут подальше, в 14:15 французские войска открыли огонь по авиационным машинам из ПТРК «Милан». В результате борт «21» получил тяжёлые повреждения носовой части и фюзеляжа, в то время как у «20» были лёгкие повреждения фонаря кабины. Несмотря на старания французов сберечь жизни африканским техникам, один из них погиб от осколков ракеты. Затем военные, взяв аэропорт, задержали пилотов и техперсонал. Чуть позже французы всех отпустили.
Ночью несколько французских Sud-Aviation Gazelle атаковали стоянку вертолётов на территории президентского дворца, обстреливая их НУРСами. В результате атаки были уничтожены четыре машины (Ми-24В, Ми-24П, Ми-8Т и IAR.330L). Несмотря на наличие на территории дворца нескольких зенитных установок, ивуарийцы не открывали огонь по французским вертолётам.
На следующий день, примерно в 9 часов утра, французский SA.341, пролетавший возле президентского дворца, попал под огонь расчёта ЗУ-23-2. Зенитчики промахнулись, а экипаж вертолёта в ответ выпустил ракету и уничтожил пушку.

### Абиджан
Через час после налёта на Буаке бойцы французского Иностранного легиона захватили международный аэропорт в Абиджане. Военные ворвались в ангар, обстреляли из стрелкового оружия два штурмовика Су-25 («02» и «03»), лёгкий штурмовик Strikemaster, два вертолета Ми-24Д и БПЛА. При этом легионеры разбивали металлической арматурой оборудование в кабинах Су-25 и Ми-24. В тот же день два правительственных вертолёта были сбиты во время боя в небе над городом.
В 16:00, когда стало известно о происшествиях между французами и ивуарийцами, проправительственная группировка «Альянс юных патриотов за национальный подъём» (более известная как «Молодые патриоты») направила свои отряды к воздушной гавани. Ополченцы вплотную приблизилась к абиджанскому аэропорту. Затем к месту подъехала колонна грузовиков с военнослужащими ивуарийской армии, которые обстреляли позиции французов из гранатомётов РПГ-7. Кроме того, расчёт зенитной установки ЗУ-23-2, дежуривший в аэропорту, открыл огонь по французскому военно-транспортному самолёту C.160 Transall, в результате чего борт получил повреждение. Легионеры открыли ответный огонь и ранили одного из нападавших. Также были захвачены две ЗУ-23-2.
Хотя французы сохранили контроль над объектом, ситуация вокруг него оставалась напряжённой весь день. Несколько раз боевой вертолёт SA.342 обстреливал отряды проправительственных ополченцев на мостах, примыкающих к аэропорту. Примерно 15 ивуарийцев получили ранения. Среди потерпевших были и мирные жители.

### Волнения
7 ноября во многих городах страны начались антифранцузские акции протеста, а в Абиджане произошли столкновения между «Молодыми патриотами» и французскими войсками. Одновременно продолжались военные стычки. В тот день в городе тяжёлые ранения получили двое французов. В ходе столкновений в Абиджане погибли, по данным французских военных, 20 демонстрантов. В то же время правительство Гбагбо заявило о гибели 60 человек.
Вскоре президент Кот-д’Ивуара выразил желание начать мирные переговоры. Лоран Гбагбо заявил, что удар по позициям миротворцев был ошибкой, а также заверил, что «Кот-д’Ивуар не воюет с Францией». Позднее спикер парламента Кот-д’Ивуара Мамаду Кулибали обвинил Францию в разжигании гражданской войны в этой африканской стране и пособничестве повстанцам. Он также потребовал вывода французских сил с территории страны. По его словам, народ и правительство хотят, чтобы «оккупационная армия ушла». В то же время пленённые лётчики и техперсонал аэропорта в Ямусукро были освобождены.
К тому моменту в Ямусукро и Абиджане были разграблены и сожжены две французские школы. Тысячи граждан Франции были вынуждены срочно покинуть страну. Волна нападений ивуарийцев на иностранных граждан, в основном французов, прокатилась по всей стране. Из Габона, Джибути и самой Франции началась переброска 600 военнослужащих, которые должны были принять участие в эвакуации соотечественников. В вывозе людей, в частности, принимали участие военно-транспортный самолёт Lockheed C-130 Hercules и вертолёт SA.316 ВВС Бельгии. Кроме того, поддержку французам на земле оказывали голландские подразделения.
Некоторое время напряжённость сохранялась. 9 ноября французские военные открыли огонь по окружившей их толпе демонстрантов возле гостиницы «Ивуар» в Абиджане. В результате стрельбы погибло от семи до шестнадцати человек.

## Белорусские лётчики
После событий в Кот-д’Ивуаре появилась информация о причастности Белоруссии к авианалётам на французские позиции. Уже 12 ноября министр обороны Франции Мишель Алио-Мари заявила, что в самолётах Кот-д’Ивуара, бомбивших французских миротворцев, находились белорусские пилоты-наёмники. Согласно франкоязычным источникам, за штурвалами самолётов были лётчики Юрий Сушкин и Борис Смахин. Различные негосударственные белорусские источники сообщили, что на ивуарийских Су-25, возможно, были пилоты, которые являлись либо наёмниками, либо действующими белорусскими военными. Самолёты, согласно опубликованной информации, были также направлены в Кот-д’Ивуар из Белоруссии.
Официальный представитель МИД Республики Беларусь Андрей Савиных заявил об отсутствии белорусских граждан, а тем более военных, в Кот-д’Ивуаре. Правительство Гбагбо также отрицало участие в событиях белорусов. Как заявил тогдашний заместитель командующего Военно-воздушными силами Кот-д’Ивуара полковник Аду Бахиро Денис, иностранцы хоть и оказывали помощь и консультации военной авиации, но непосредственно с техникой не работали. В то же время, в ответ на вопрос относительно техников с белым цветом кожи, офицер сказал, что эти лица являлись мулатами или имели смешанное происхождение.
Юрий Сушкин действительно служил в ВВС Белоруссии. В белорусский СМИ он упоминается как «воин-интернационалист, авторитетный авиатор, полковник в отставке». На сайте газеты «Во славу родины», ведомственного издания Министерства обороны, говорилось, что тот является преподавателем Авиационного факультета Военной академии Республики Беларусь. Личность Бориса Смахина остаётся неизвестной.
По сведениям сайта Wikileaks, после нападения на аэродром Ямусукро, один из лётчиков (по некоторых данным двое) и ещё несколько белорусских граждан бежали в Гану, а оттуда направились в Того, где 16 ноября их поймали местные власти и удерживали на протяжении двух недель. Эти данные были основаны на утверждении тогдашнего министра внутренних дел страны Франсуа Боко. Власти Того оповестили французских военных и спецслужбы. Помимо министра обороны Франции Мишель Алио-Мари эту информацию получили глава МИД Мишель Барнье и министр внутренних дел Доминик де Вильпен. Однако в Париже не проявили никакого интереса к этой информации и задержанных отпустили. Позже Мишель Алио-Мари объяснила, что у Франции «не было легальных оснований» арестовывать белорусов, так как на них не было международного ордера на арест. Также, по словам министра, не было установлено, действительно ли задержанные имели отношение к бомбардировке Буаке. После отказа Франции допрашивать задержанных белорусских лётчиков, они были быстро эвакуированы из Того при посредничестве бывшего жандарма службы безопасности Елисейского дворца Робера Монтойя. Монтойя, как сообщается, под патронажем французского правительства занимался теневой деятельностью в Африке, поставками оружия и вербовкой иностранных бойцов.
Одновременно в аэропорту города Абиджан был задержан экипаж транспортного самолёта Ан-12, в составе которого было 15 граждан стран СНГ, в том числе восемь украинцев, четверо белорусов и трое россиян, захваченный бойцами французского иностранного легиона. Официально им никаких обвинений предъявлено не было. Как заявил представитель Минобороны Кот-д’Ивуара, никто из иностранцев самолётами не управлял, пилотированием занимались только ивуарийцы. В то же время он добавил, что в стране действительно находятся 15 белорусских механиков, которые обслуживали самолёты. Впоследствии оказалось, что 8 из них являются гражданами Украины. Эта группа была освобождена через четыре дня.
Как выяснилось через шестнадцать лет, иностранные специалисты занимались подготовкой ивуарийских пилотов к полётам на Су-25.

## Суд и расследование
В 2006 году, спустя 15 месяцев после ивуарийских событий, Парижский военный суд выдал ордер на арест пилотов. Вскоре прокурор дал отрицательное заключение на этот ордер, поскольку «личность этих наёмников оставалась под вопросом». Позже издание Médiapart выяснило, что французские спецслужбы вели постоянную слежку за наёмниками из бывшего СССР и круглые сутки наблюдали за подготовкой проправительственных сил к наступлению.
В 2016 году Сабин Керис, которая вела расследование обстоятельств гибели французских военных в Буаке, обратилась в Суд Французской Республики с требованием начать уголовное дело в отношении трёх бывших министров за бездействие во время событий 2004 года. Однако комиссия суда отказалась инициировать разбирательство, обосновав это тем, что бездействие министров не может быть основанием для их судебного преследования.
25 июня 2018 года прокуратура Парижа попросила передать в суд присяжных дело об инциденте. Впервые в документах фигурировали имена авиаторов — Юрия Сушкина и Бориса Смахина. Также обвинения были выдвинуты против двух офицеров ивуарийской армии: подполковника Патриса Уэя и капитана Анжа Гнандуета.
17 марта 2020 года в Париже предполагалось возобновление судебного процесса по делу о событиях в Буаке. Родственники погибших французских военных всё ещё оставались недовольны, что власти Франции и Кот-д’Ивуара за прошедшие 15 лет так и не раскрыли обстоятельств событий и не сделали всё от них зависящее для установления виновных. Из-за пандемии коронавируса заседание было перенесено на 2 июля. Однако и в этот раз заседание было перенесено. 29 марта 2021 года судебный процесс возобновился. Показания давали больше 90 человек, в том числе — бывшая министр обороны Франции Мишель Аллио-Мари, бывшие главы МИД и МВД Мишель Барнье и Доминик де Вильпен, бывший начальник службы внешней разведки страны, Анри Понсе, командующий миротворческой операцией «Единорог», и командир французской базы в Буаке. Свидетели сообщали, что экипажи ВВС были смешанными, каждый состоял из иностранца и местного лётчика. Патрис Уей был назван прокуратурой координатором операции, а Сушкин, как выяснилось, летел в паре с Гнандуетом.
На суде подняли также тему по тоголезскому эпизоду. Министр иностранных дел Мишель Барнье сообщил, что президент Жак Ширак просил его «не заниматься Кот-д’Ивуаром»: «этот вопрос касается военных». Тот понял это как предупреждение о том, что вопросы по ивуарийской ситуации решает глава государства и военное командование. В свою очередь глава минобороны сослалась на позицию МИД и некую юридическую проблему с передачей подозреваемых Франции. Она призналась, что даже рассматривала возможность проведения службой внешней разведки DGSE спецоперации по поимке подозреваемых, но пока вела консультации, власти Того белорусов уже освободили.
15 апреля суд заочно признал Сушкина, Гнандуета и Уэя виновными в убийстве военных и приговорил их к пожизненному заключению. Смахина из дела исключили по неизвестным причинам. При вынесении приговора было отмечено, что атака на французских военных была «определённо умышленной». К этому времени один из лётчиков, Гнандует, уже скончался. Он умер в 2016 году. В результате суда никак не прояснились мотивы удара по базе: так как обвиняемые отсутствовали, не было и их показаний. Заочно судили только исполнителей, так что до сих пор неясно, кто именно навёл штурмовики на французский военный лагерь.
После вынесения приговора один из пострадавших, бывший военный Тьерри Жардри сказал RFI: «Мы ждали вердикта, но чувствуем разочарование. Мы не выяснили правду. Наши высшие руководители не рассказали всего — это точно». Одна из адвокатов потерпевших Патрисия Кутан полагала, что заочный приговор исполнителям преступления это лишь «глава в большой и пока не выясненной до конца истории трагедии». Другой адвокат Жан Балан отметил: «Правду мы сможем узнать через 10—30 лет, если кто-то наконец заговорит или что-то выяснят историки».

## Иные версии произошедшего
В феврале 2016 года в газете «Ле Монд» была опубликована статья, где было высказано мнение о странности поведения французского руководства в связи с бомбардировками, которое начало с жёстких заявлений, обвинив Кот-д’Ивуар в неправомерных действиях, а потом резко замяло инцидент. Издание представило несколько версий такого поведения, возникших после событий 2004 года. По одной из них, авиаудар был заказан самой Францией, так как французы считали Гбагбо неспособным преодолеть кризис и гражданскую войну, хотя он вёл себя достаточно лояльно и не давал формального повода к открытию военных действий. Поэтому было решено договориться с некими высокими чинами в ивуарской армии, чтобы в нужный момент штурмовики ВВС Кот-д’Ивуара атаковали базу в Буаке, которая на тот момент должна была быть пустой. Из-за плохой координации войска с базы не успели вывести, что и привело к жертвам. И, узнав об этом, французское руководство резко постаралось забыть об инциденте.
По иной версии, Франции нужен был предлог для ухода из Кот-д’Ивуара, и она сознательно позволила Гбагбо нарушить перемирие, чтобы ситуация поскорее разрешилась. Так утверждал адвокат семей погибших военных Жан Балан. Также есть мнение, что возможный судебный процесс над белорусскими лётчиками в Париже мог выявить неприглядную роль французского торговца оружием Роберта Монтойя, который в то время проживал в Того и имел непосредственное отношение к поставкам в Кот-д’Ивуар вооружений, в том числе из стран бывшего СССР. Это могло затронуть интересы французского истеблишмента.
В 2019 году в статье «TUT.BY», посвящённой 15-летию инцидента, кроме всего прочего, было высказано одно из предположений, что белорусских лётчиков в самолётах не было. Однако французское руководство было сильно уверено в участии Белоруссии, и когда выяснилось обратное, решило быстро забыть о происшествии.
В ходе судебного процесса 2021 года бывший ивуарийский лидер Лоран Гбагбо выдвинул обвинения в адрес Жака Ширака и его окружения. Как утверждал в своём документальном материале о трагедии в Буаке телеканал France 24, Гбагбо придерживался собственной «теории заговора», считая бомбардировку результатом манипуляций Парижа с целью отстранить его от власти.

## Память
22 декабря 2019 года президенты Франции и Кот-д’Ивуара Эмманюэль Макрон и Алассан Уаттара на месте инцидента открыли мемориал в память о погибших.